# Клуб Али Байрамова

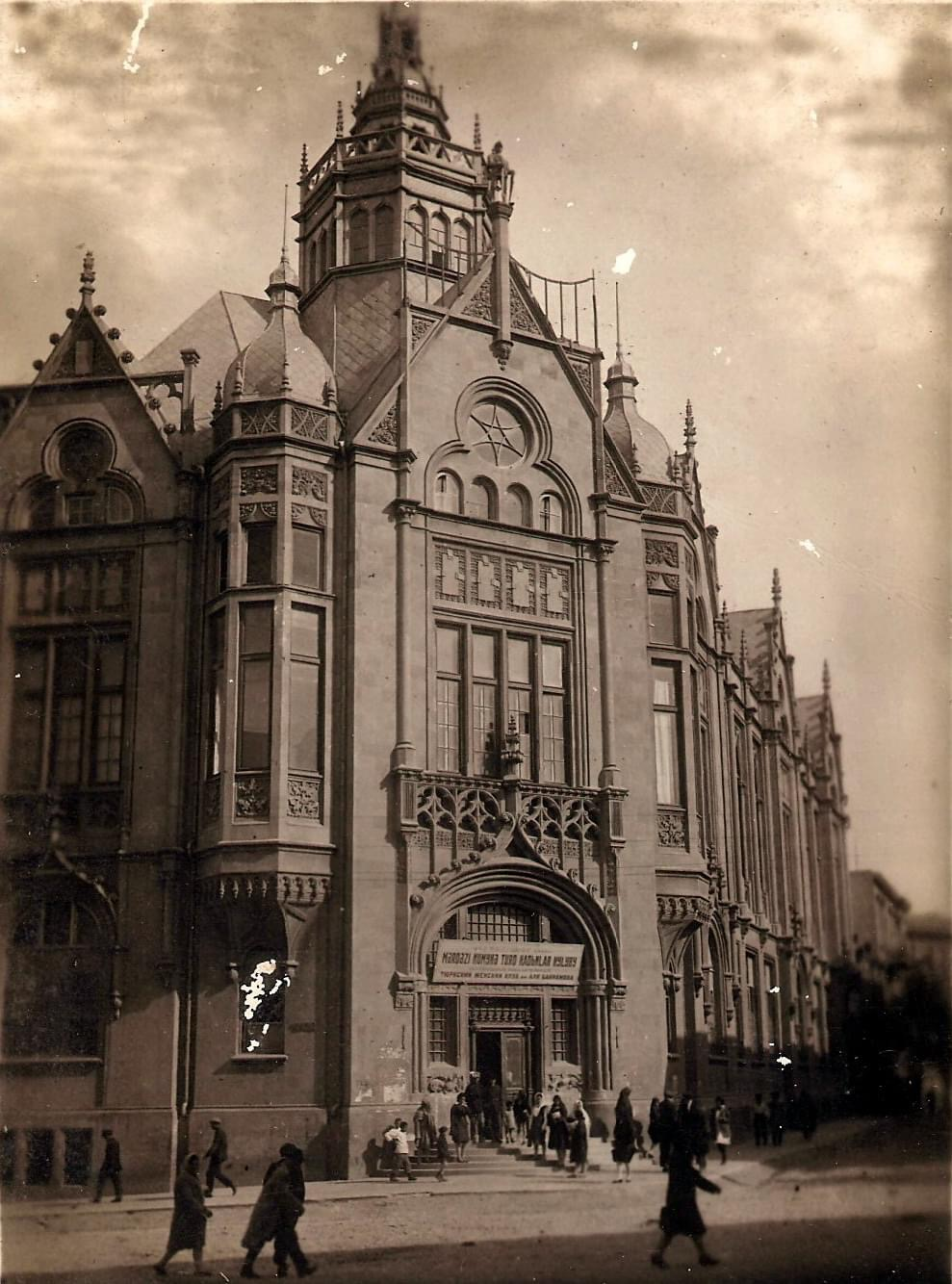
Дворец счастья (1920-е)

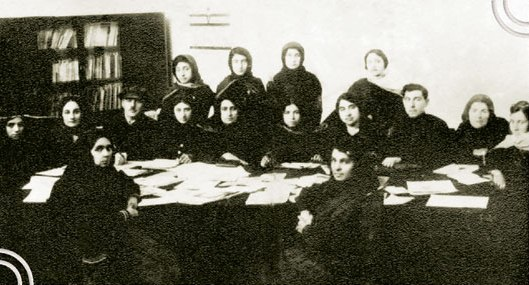
Члены правления женского клуба имени Али Байрамова

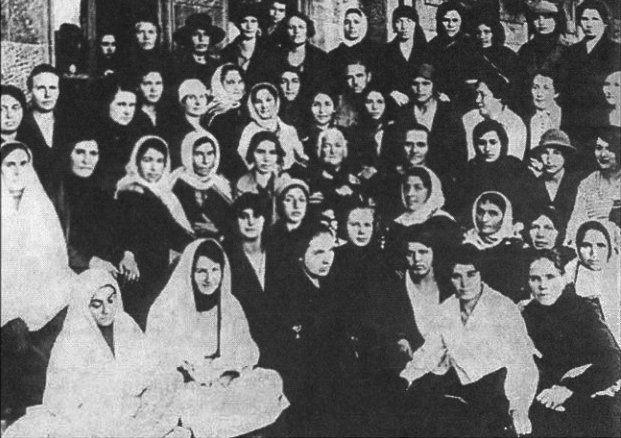
Баку. Клара Цеткин в женском клубе им. Али Байрамова, 1924 г.

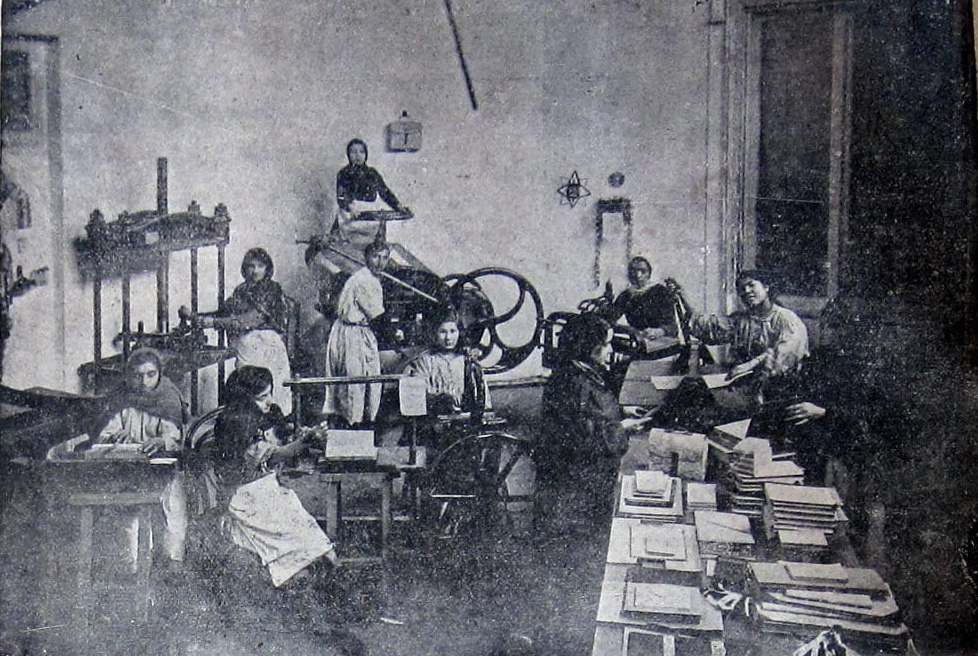
Книжный магазин рядом с Клубом рабочих турецких женщин Али Байрамова

Клуб Али Байрамова был первым женским клубом в Баку, Азербайджан. Клуб предлагал женщинам обучение различным профессиональным навыкам в дополнение к культурным и развлекательным мероприятиям. Его основным направлением была кампания за худжум и повышение грамотности.

## История

### Истоки
Женский клуб имени Али Байрамова, действовавший в Баку и близлежащих районах, был открыт в 1920 году под руководством Наркомата просвещения. Клуб изначально был основан Джейран Байрамовой как кружок грамотности и шитья с целью просвещения азербайджанских женщин. Клуб был назван в честь её шурина, Али Байрамова, за которого она вышла замуж после смерти своей сестры. Он поощрял образовательные занятия Джейран, в то время как её родители были против. Али Байрамов, видный азербайджанский большевик, также поощрял свою жену к активному участию в коммунистическом женском движении. Байрамова впервые предложила клуб своим школьным друзьям во время похорон мужа вскоре после его смерти в марте 1920 года.
Клуб стремился привлечь представителей межэтнического рабочего класса, тесно сотрудничающих с Женотделом. Они даже исключили представителей буржуазии.
Кроме того, клуб также предлагал женщинам развлечения и общение, которые ранее были недоступны для женщин, в основном ограничивавшихся работой по дому или посещением мечети. Был проведён ряд культурных, спортивных и досуговых мероприятий, в том числе спектакли и музыкальные представления в исполнении женских трупп, кинопоказы, игровые комнаты (шахматы, нарды, бильярд), уроки танцев.

### 1920-е годы
Клуб был учебным центром для женщин, которые собирались организовать региональные клубы, кампании по открытию и курсы грамотности за пределами столицы. Первую группу женщин, привлечённых в Клуб, быстро зачислили в классы по ликвидации неграмотности. Через несколько месяцев стажёрки должны были сдать экзамен. Некоторые были обеспокоены слухами о том, что тех, кто получит хорошие оценки на экзамене, отправят на работу в сёла по всему Азербайджану. Некоторые женщины рассуждали: «Мы пришли в клуб, открыли швейную мастерскую, сняли чадры, ликвидировали безграмотность, и что теперь? Ведь есть и другие женщины, которым тоже нужна помощь». Таким образом, стажёркам, которые могли доказать свою грамотность, предлагалась работа в провинциальных клубах для обучения, политизации и просвещения местных женщин. К началу 1930-х насчитывалось 103 таких клуба.
Клуб получил поддержку раннего большевистского режима. Что наиболее важно для клуба, в 1922 году советские власти разрешили Клубу занять экстравагантный бывший дом богатой семьи Мухтаровых, который теперь называется Дворцом счастья.
Женский клуб Али Байрамова участвовал во многих различных сферах и преследовал главную цель — изменить каждый аспект жизни женщин. Когда немецкий теоретик марксизма и активистка за права женщин Клара Цеткин посетила клуб Али Байрамова в 1924 году, она была очень впечатлена, назвав его центром сбора революционных сил.
Кроме того, 26 мая 1925 года в актовом зале клуба Али Байрамова состоялось торжественное собрание, посвящённое 5-летию клуба.
Клубы, нацеленные на раскрытие азербайджанских женщин, нашли большую поддержку после запуска сталинских худжумов. Это были попытки сталинского режима сделать азербайджанскую культуру более советской, в первую очередь путём подавления ислама. В результате в 1929 году чадра была запрещена.

### Проблемы и закрытие
Основатели рано столкнулись с проблемами при привлечении женщин с организаторскими способностями, особенно с учётом того, что большинству из них требовалось разрешение от мужей для участия, а также двойственное отношение мужчин-коммунистов к проекту.
Клуб также столкнулся с нападками со стороны широкой азербайджанской общины. Один инцидент включал сообщение о нападении на встречу Байрамова с кипятком и собаками.
Клуб был закрыт в 1937 году из-за растущего разочарования Сталина в женских проблемах. Он заявил в 1930 году, что все женские проблемы «решены», что означало, что такие клубы, как клуб Али Байрамова, стали считаться ненужными. Кроме того, Сталин обратил вспять многие успехи раннего режима в плане женской эмансипации. Например, в 1936 году Сталин повторно ввёл уголовную ответственность за аборты, запретил женскую гомосексуальность и сделал развод более дорогим. Это сделало выживание клуба почти невозможным, хотя клуб просуществовал целых семь лет после закрытия Женотдела.

### Наследие
В швейной мастерской, которая была открыта при клубе Али Байрамова, изначально работало 7 рабочих, но со временем она разрослась и превратилась в текстильную фабрику Али Байрамова, где и сегодня работают 1500 женщин.
Клуб также заложил основу для повышения уровня образования азербайджанских женщин, особенно в отношении профессии акушерства. Например, акушерский курс Клуба был преобразован в Школу акушерства в Баку. Он также предлагал профессиональную подготовку, включающую работу с телефоном, бухгалтерский учёт, уход за больными, акушерство, а также шитьё и ткачество.
Клуб заложил основы эмансипации азербайджанских женщин в консервативном обществе. Сегодня уровень грамотности азербайджанских женщин составляет 99 %, и они имеют полное равенство по азербайджанскому законодательству.